# Megaselia superciliata
Megaselia superciliata är en tvåvingeart som först beskrevs av Wood 1910.  Megaselia superciliata ingår i släktet Megaselia, och familjen puckelflugor. Arten är reproducerande i Sverige.